# Тернопілля
Тернопі́лля — село в Україні, в Стрийському районі Львівської області. Населення становить 473 особи. Орган місцевого самоврядування — Тростянецька сільська рада.

## Історія
Територія, на якій розташоване сучасне село Тернопілля, здавна була частиною історичних земель Галичини. У 1772 році, внаслідок першого поділу Речі Посполитої, ця територія відійшла до складу Габсбурзької монархії, яка в 1804 році перетворилася на Австрійську імперію.
У 1786 році на цій території було засновано німецьку колонію, відому під назвою Дорнфельд (нім. Dornfeld — «поле колючок»), що пов’язано з природним ландшафтом та рослинністю місцевості. Колонія формувалась переважно з протестантських переселенців німецького походження, які отримали землі для сільськогосподарської діяльності.
За переписом 1808 року в Дорнфельді проживало 412 протестантів, що свідчить про активний розвиток поселення у перші десятиліття існування. Протягом наступних десятиліть населення зростало: у 1921 році було зафіксовано 2103 жителі, 1923 — 2149, 1926 — 2126, а у 1934 році — 1540 осіб, що відображає демографічні коливання, пов’язані з політичними та соціальними змінами регіону.
7 (20) листопада 1917 року, відповідно до Третього Універсалу Української Центральної Ради, увійшло до складу Української Народної Республіки.
У першій половині XX століття Дорнфельд був одним із багатьох німецьких сільських поселень у Галичині, з власною культурою, релігійними традиціями та архітектурою. Печатка колонії, що містила зображення срібної квітки терну з золотим осердям і зеленими листочками, стала символом поселення і згодом лягла в основу герба села.
Після Другої світової війни, у 1944 році, населення зазнало значних змін: більшість німецьких колоністів була змушена покинути регіон у зв’язку з переселеннями та депортаціями. Нове українське населення почало освоювати територію.
Офіційна назва села Тернопілля була затверджена у 1976 році, що відображало радянську політику перейменувань та адаптації топонімів.
В радянський період село розвивалося як типовий аграрний населений пункт Львівської області, зазнаючи змін у адміністративному устрої. З 2020 року, у ході реформи місцевого самоврядування, Тернопілля увійшло до складу Стрийського району та Тростянецької сільської громади, що відобразило сучасний адміністративний поділ України.
Сьогодні Тернопілля — це невелике село із населенням близько 470 осіб, яке зберігає свою унікальну історію, пов’язану із німецькою колоніальною спадщиною, та є частиною культурного ландшафту Західної України. Тут зберігаються історичні символи, такі як герб і прапор, що відображають минуле поселення.
Історія села є важливим свідченням складних процесів, що відбувалися у Галичині протягом останніх трьох століть — від колонізації, через імперські зміни, війни, радянську добу, до сучасної України.

## Герб та прапор

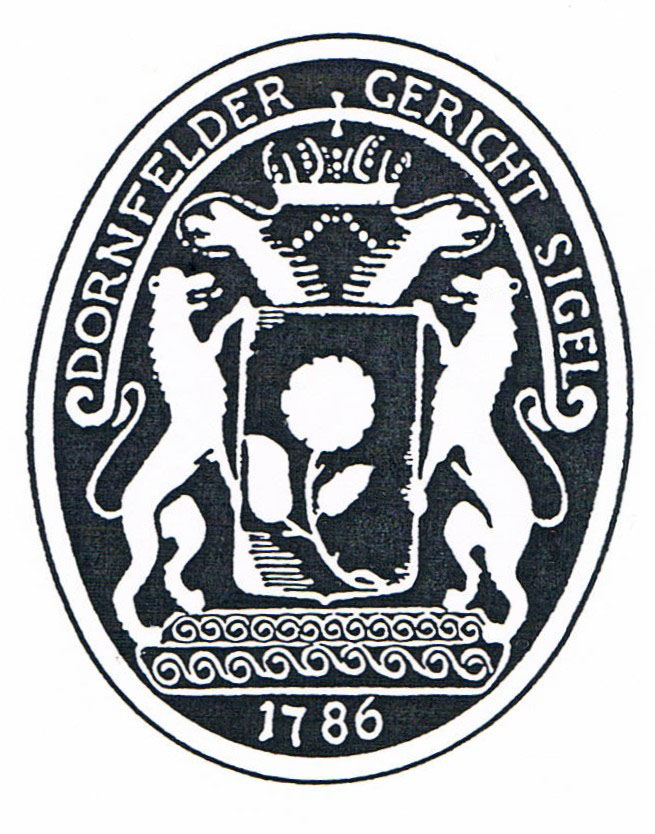
Історична печатка колонії Дорнфельд, XIX століття

Герб села Тернопілля має глибоке історичне коріння, що пов’язане з періодом заснування німецької колонії Дорнфельд на цій території у 1786 році. Колонія була заснована в період правління Габсбурзької монархії, яка активно підтримувала переселення німецьких поселенців у Східну Європу для освоєння нових земель.
Сучасний герб села базується на символіці, що використовувалась на печатках колонії Дорнфельд у ХІХ столітті. Зображення складається зі щита, поділеного на чотири поля, які чергуються між яскраво-червоним та насиченим синім кольорами. Ці кольори традиційно асоціюються з мужністю, силою, шляхетністю (червоний) та вірністю, спокоєм, мудрістю (синій).
В центрі щита розміщена срібна квітка терну — символ, що має багатогранне значення. Терновий кущ історично був символом захисту та оборони, адже тернина часто росте у вигляді колючого живоплоту, що охороняє від небезпек. Золоте осердя квітки символізує багатство, світло та духовне багатство громади, а зелені листочки підкреслюють зв’язок із природою, родючістю та життям.
Назва «Дорнфельд» німецькою означає «тернове поле», тому квітка терну стала промовистим елементом герба, що безпосередньо вказує на історичне походження та топонімічне значення села. Ця символіка збереглася і в сучасному гербі, нагадуючи про багатокультурне минуле, взаємодію української та німецької спільнот на цій землі.
Прапор села також має кольори, що відповідають гербу, підкреслюючи єдність візуального стилю та традиційної символіки. Вони відображають історичний зв’язок із спадщиною колонії, а також сучасну ідентичність громади Тернопілля.
Загалом, герб і прапор Тернопілля є не просто декоративними елементами, а й важливими носіями культурної пам’яті, що демонструють унікальність села, його історичний розвиток і роль у формуванні регіональної самобутності.

## Галерея
Печатка колонії Дорнфельд (XIX ст.)
Авіаційне фото колонії Дорнфельд, 1943 рік

## Відомі люди
- Альфред Бізанц (нім. Alfred Bisanz; ? — після 1945) — австрійський і український військовий діяч, підполковник Української Галицької армії (УГА) та Армії УНР. За походженням — німець, уродженець німецької колонії Дорнфельд (тепер — село Тернопілля, Львівської області).

Під час Першої світової війни Бізанц служив офіцером австрійської армії. З листопада 1918 року командував Львівською (Сьомою) бригадою УГА, яка входила до складу оперативної групи «Південь». У березні 1919 року ця бригада відзначилася в ході Вовчухівської операції, а 7 червня розпочала участь у Чортківському наступі. За успішні дії під час цієї кампанії Бізанцу було присвоєно звання підполковника.
У серпні 1919 року підрозділи під його командуванням брали участь у наступі об’єднаних українських армій на Київ. На початку 1920 року, внаслідок епідемії тифу й браку боєприпасів, частини УГА, включно з підрозділом Бізанца, опинилися в критичному становищі та змушено перейшли на бік Червоної Української Галицької армії (ЧУГА). 24 квітня 1920 року група військ під його командуванням вийшла зі складу ЧУГА, прорвала польський фронт у районі Михнівки та приєдналася до регулярних частин Армії УНР.
На початку 1940-х років Бізанц обіймав посаду референта українських справ в адміністрації Генеральної губернії у складі окупаційної влади Третього Рейху. У 1943–1944 роках очолював Військову управу дивізії «Галичина».
У 1945 році був заарештований радянськими спецслужбами та засланий. Подальша доля невідома.